# Kathlyn Ragg
Kathlyn Joan Ragg (nascida em 21 de outubro de 1962) é uma ex-ciclista olímpica fijiana. Ragg representou sua nação nos Jogos Olímpicos de Verão de 1984, na prova de corrida em estrada.